# Cyclamen graecum
Cyclamen graecum är en viveväxtart. Cyclamen graecum ingår i cyklamensläktet som ingår i familjen viveväxter.

## Underarter
Arten delas in i följande underarter:
- C. g. anatolicum
- C. g. candicum
- C. g. graecum
- C. g. mindleri

## Bilder

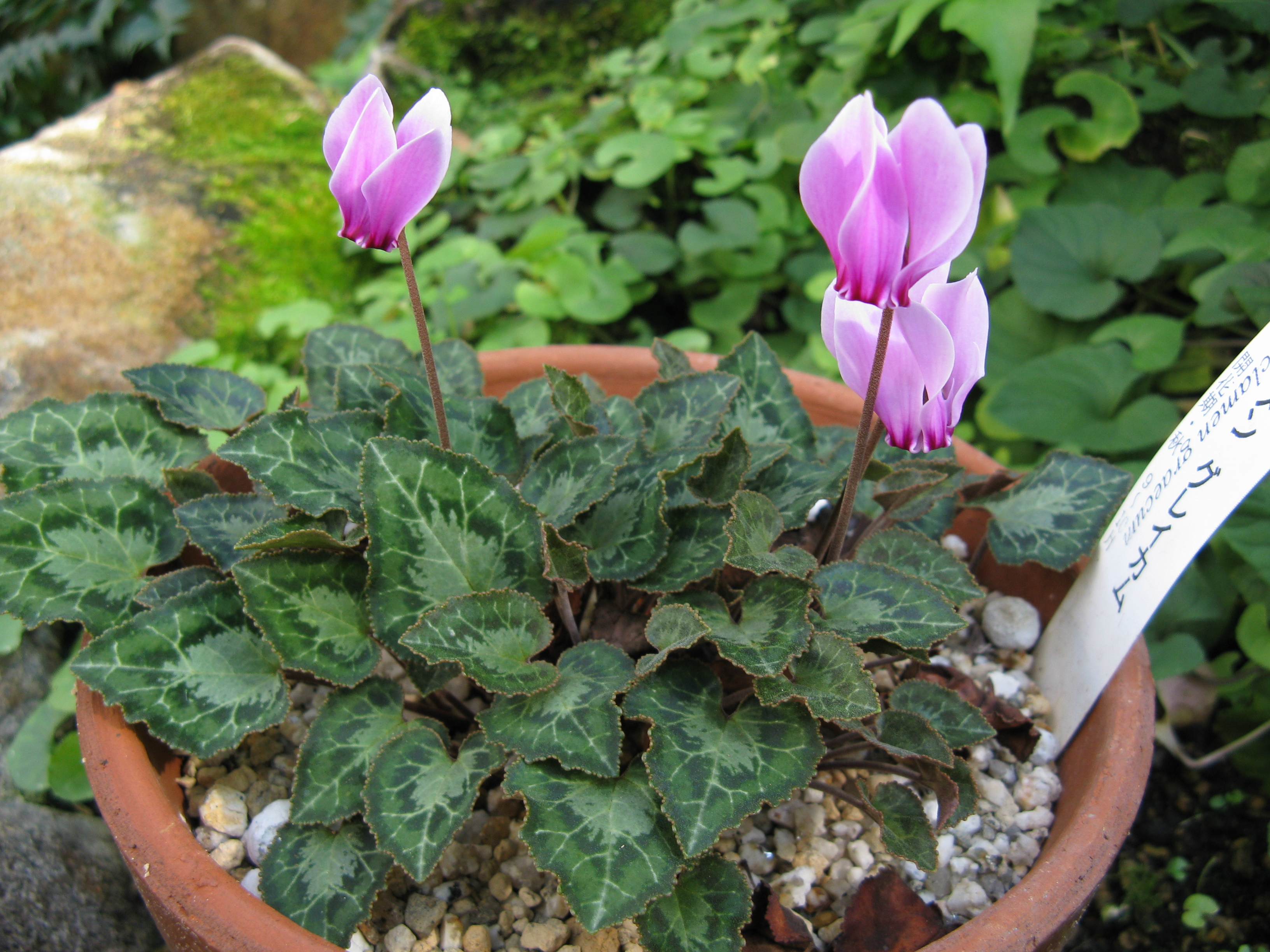
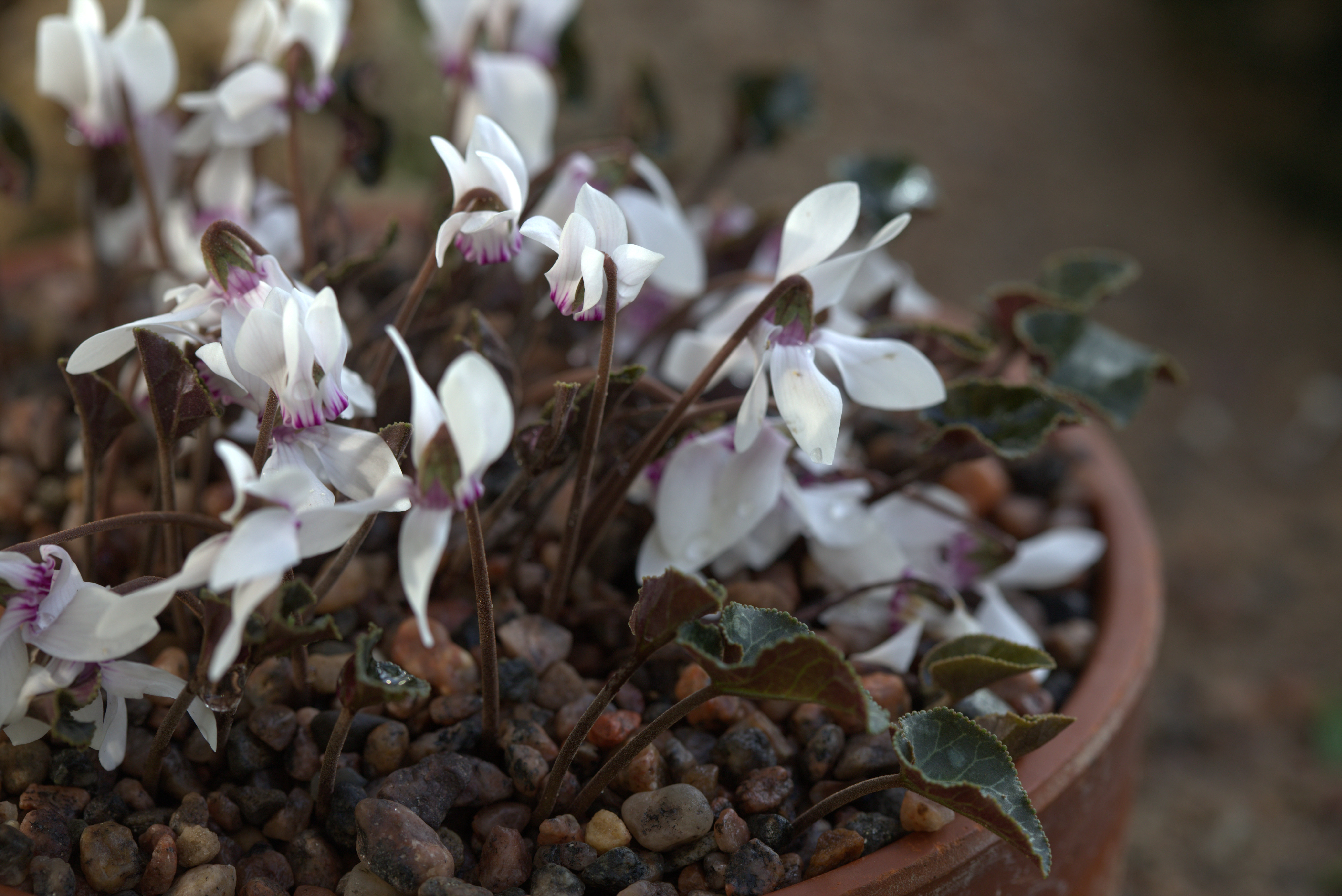